# Marsha Mason
Marsha Mason (Saint Louis, 3 de abril de 1942) é uma atriz estadunidense.
Marsha Mason foi casada com o autor teatral e roteirista cinematográfico Neil Simon, tendo estrelado diversos filmes baseados em peças suas, entre elas The Goodbye Girl (A garota do adeus, no Brasil), Chapter Two, Only When I Laugh, The Cheap Detective e Max Dugan Returns. O enredo de Chapter Two, de 1979, é baseado no seu relacionamento com Simon até o divórcio, em 1981.
Foi indicada ao Oscar, na categoria de melhor atriz, pelos filmes Cinderella Liberty, The Goodbye Girl, Chapter Two e Only When I Laugh. Tem uma estrela na Calçada da Fama de sua cidade natal, Saint Louis.
Em 2001, Marsha Mason abriu uma loja de ervas medicinais, onde vende os produtos do jardim de sua casa em Abiquiu, no Novo México.
Sua última atuação na Broadway foi em agosto de 2005, na peça Steel Magnolias.

## Filmografia parcial
| Ano       | Título                                                       | Personagem             | Notas |
| --------- | ------------------------------------------------------------ | ---------------------- | --- |
| 1966      | Hot Rod Hullabaloo                                           | Marcia Hamden          | |
| 1968      | Beyond the Law                                               | Marcia Stillwell       | (como Marcia Mason) |
| 1969      | Dark Shadows                                                 | Audrey                 | |
| 1969      | Where the Heart Is                                           | Laura Blackburn        | (TV) |
| 1971–1972 | Love of Life                                                 | Judith Cole            | (TV) |
| 1972      | Cyrano de Bergerac                                           | Roxane                 | (TV) |
| 1972      | Young Dr. Kildare                                            | Nurse Marsha Lord      | (TV) |
| 1973      | Blume in Love                                                | Arlene                 | |
| 1973      | Cinderella Liberty                                           | Maggie Paul            | |
| 1977      | Audrey Rose                                                  | Janice Templeton       | |
| 1977      | The Goodbye Girl                                             | Paula McFadden         | |
| 1978      | The Cheap Detective                                          | Georgia Merkle         | |
| 1978      | The Good Doctor                                              | Vários                 | (TV) |
| 1979      | Promises in the Dark                                         | Dr. Alexandra Kendall  | |
| 1979      | Chapter Two                                                  | Jennie MacLaine        | |
| 1981      | Only When I Laugh                                            | Georgia                | |
| 1982      | Lois Gibbs and the Love Canal                                | Lois Gibbs             | (TV) |
| 1983      | Max Dugan Returns                                            | Nora McPhee            | |
| 1985      | Surviving: A Family in Crisis                                | Lois                   | (V) |
| 1986      | Trapped in Silence                                           | Jennifer Hubbell       | (TV) |
| 1986      | Heartbreak Ridge                                             | Aggie                  | |
| 1988      | Hothouse                                                     |                        | |
| 1989      | Dinner at Eight                                              | Millicent Jordan       | (TV) |
| 1990      | The Image                                                    | Jean Cromwell          | (TV) |
| 1990      | Stella                                                       | Janice Morrison        | |
| 1991      | Drop Dead Fred                                               | Polly Cronin           | |
| 1991      | Sibs                                                         | Nora Ruscio            | (TV) |
| 1993      | One Life to Live                                             | Sabrina                | Episódio de 1 de Dezembro de 1993 |
| 1994      | I Love Trouble                                               | Senator Gayle Robbins  | |
| 1995      | Broken Trust                                                 | Ruth                   | (TV) |
| 1995      | Nick of Time                                                 | Governor Eleanor Grant | |
| 1996      | 2 Days in the Valley                                         | Audrey Hopper          | |
| 1997–1998 | Frasier                                                      | Sherry Dempsey         | 6 episódios |
| 1999      | Dead Aviators                                                | Lydia                  | (TV) |
| 2001      | Life with Judy Garland: Me and My Shadows                    | Ethel Gumm             | (TV) |
| 2002      | The Education of Max Bickford                                | Lilith Bigelow         | Episódio "The Egg and I" |
| 2004      | The Long Shot                                                | Mary Lou O'Brian       | (TV) |
| 2004      | Bride & Prejudice                                            | Catherine Darcy        | |
| 2004      | Bereft                                                       | Helen                  | (TV) |
| 2006      | Nightmares and Dreamscapes: From the Stories of Stephen King | Aunt Trudy             | Episódio "The Road Virus Heads North" |
| 2008      | Lipstick Jungle                                              |                        | Episódio "Chapter Seven: Carpe Threesome" |
| 2008      | Army Wives                                                   | Charlotte Meade        | (2 episódios) |
| 2010-2013 | The Middle                                                   | Pat Spence             | (6 episódios: "Mother's Day" - 1ª Temp., "A Simple Christmas" - 2ª Temp., "Major Changes" & "Thanksgiving III" - 3ª Temp., "Thanksgiving IV" & "Dollar Days" - 4ª Temp.) |